# Cría salteada
Síntoma que se observa en los panales de cría de las abejas melíferas, cuando la postura de la reina no es homogénea. Es común a varias enfermedades de las abejas y la falta de continuidad se produce porque las larvas van muriendo y las abejas nodrizas limpiadoras retiran de las celdas los cuerpos, quedando vacías o bien observándose larvas desarrolladas intercaladas con huevos, presentando en el panal un mosaico de edades llamado comúnmente cría salteada.